# 레나테 슈테허

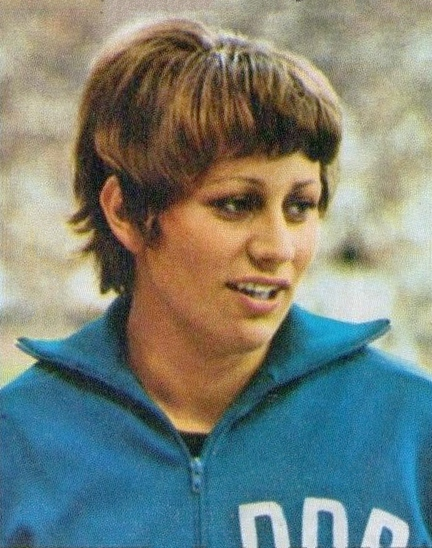

레나테 슈테허(독일어: Renate Stecher, 1950년 5월 15일 ~ )는 전 동독의 육상 선수이자, 3개의 올림픽 금메달을 획득하였다.
작센주 드라이하이데 출신으로 뛰어난 육상 선수였던 슈테허는 높이뛰기와 5종 경기에서 뛰기도 하였다. 1969년에 열린 유럽 육상 선수권 대회에 국제 데뷔를 하여 200m 은메달, 400m 계주 금메달을 땄다.
1971년에 열린 다음 유럽 선수권 대회에서 100m, 200m 우승과 계주 2위를 차지하였다.
1972년 뮌헨 올림픽에서 똑같은 결과를 되풀이하였다. 100m에서 11.07초의 기록을 세웠는 데, 1976년에만 세계 기록으로 인정받았다. 이듬해 슈테허는 안거리 육상 양종목에서 세계 기록을 세우면서 11초를 깬 첫 여성 선수가 되었다.
1976년 몬트리올 올림픽에서 슈테허는 다시 이 세 종목에 뛰었으며, 100m 결승전에서는 서독의 안네그레트 리히터에 의하여 좁은 차이로 패하였고, 200m 3위를 하였다. 400m 계주에서 4년 전의 패배를 서독 팀에 복수하면서 금메달을 획득하였다.
그녀는 육상 경력 동안에 SC 모토르 예나 클럽을 위해 뛰었다.